# 인천석남중학교
인천석남중학교(仁川石南中學校)는 대한민국 인천광역시 서구 석남동에 있는 공립 중학교이다.

## 학교 연혁
- 2008년 12월 19일 : 인천석남중학교 BTL실시 협약(36학급)
- 2009년 3월 2일 : 초대 류병주 교장 취임
- 2009년 3월 2일 : 제1회 신입생 398명(남 213명, 여 185명) 입학
- 2012년 2월 10일 : 제1회 졸업생 390명(남 213명, 여 177명) 졸업
- 2023년 3월 2일 : 제5대 양정훈 교장 취임
- 2024년 1월 8일 : 제13회 졸업생 141명(남 94명, 여 47명) 졸업
- 2024년 3월 4일 : 제16회 신입생 77명(남 60명, 여 17명) 입학

## 참고 자료
- 인천석남중학교 - 한국교육학술정보원 학교알리미